# Parné-sur-Roc

Parné-sur-Roc este o comună în departamentul Mayenne, Franța. În 2009 avea o populație de 1,241 de locuitori.